# Peter Møller
Peter Møller-Nielsen (Frederikshavn, Dinamarca, 23 de marzo de 1972) es un exfutbolista danés, se desempeñaba como delantero. Actualmente ejerce como periodista en la televisión nacional danesa.

## Clubes
| Club          | País         | Año       |
| ------------- | ------------ | --------- |
| Aalborg BK    | Dinamarca    | 1990-1993 |
| FC Copenhague | Dinamarca    | 1993-1994 |
| FC Zurich     | Suiza        | 1994-1995 |
| Brøndby IF    | Dinamarca    | 1995-1997 |
| PSV Eindhoven | Países Bajos | 1997-1998 |
| Real Oviedo   | España       | 1998-2000 |
| Brøndby IF    | Dinamarca    | 2000      |
| Real Oviedo   | España       | 2000-2001 |
| Fulham FC     | Inglaterra   | 2001      |
| FC Copenhague | Dinamarca    | 2001-2005 |

## Palmarés
Brøndby IF
- Superliga danesa: 1995-96, 1996-97

FC Copenhague
- Superliga danesa: 2002-03, 2003-04
- Copa de Dinamarca: 2004
- Royal League de Escandinavia: 2005

- Datos: Q2287918